# Michel Hondagné-Monge
Pas d'image ? Cliquez ici

a Compétitions nationales et continentales officielles uniquement.

b Matchs officiels uniquement.
Dernière mise à jour le 19 août 2025.
Michel Hondagné-Monge, né le 10 mars 1961 à Aflou (Algérie française), est un joueur de rugby à XV, qui a joué avec l'équipe de France et avec le Stadoceste tarbais au poste de demi de mêlée. 

## Carrière de joueur

### En équipe nationale
Michel Hondagné-Monge disputr un test match le 25 juin 1988 contre l'équipe d'Argentine. Il a aussi disputé un match avec le XV de France contre le Paraguay en 1988.

## Palmarès
- Finaliste du Championnat de France de première division en 1988 avec le Stadoceste tarbais.

## Statistiques équipe nationale
- Sélection en équipe nationale : 1 en 1988